# Frida Boccara
Frida Boccara (n. 29 octombrie 1940, Casablanca, Marocul francez – d. 1 august 1996, Paris, Franța) a fost o cântăreață franceză.

## Momente ale carierei
La concursul muzical Eurovision 1969 a fost una din cele 4 câștigătoare cu piesa Un jour, un enfant (Într-o zi un copil').
În același an, 1969, în luna martie, cu două luni înainte de Eurovision, Frida Boccara a participat la Festivalul Internațional Cerbul de Aur de la Brașov unde i s-a conferit Premiul Special al Juriului.